# Tim Ostermann

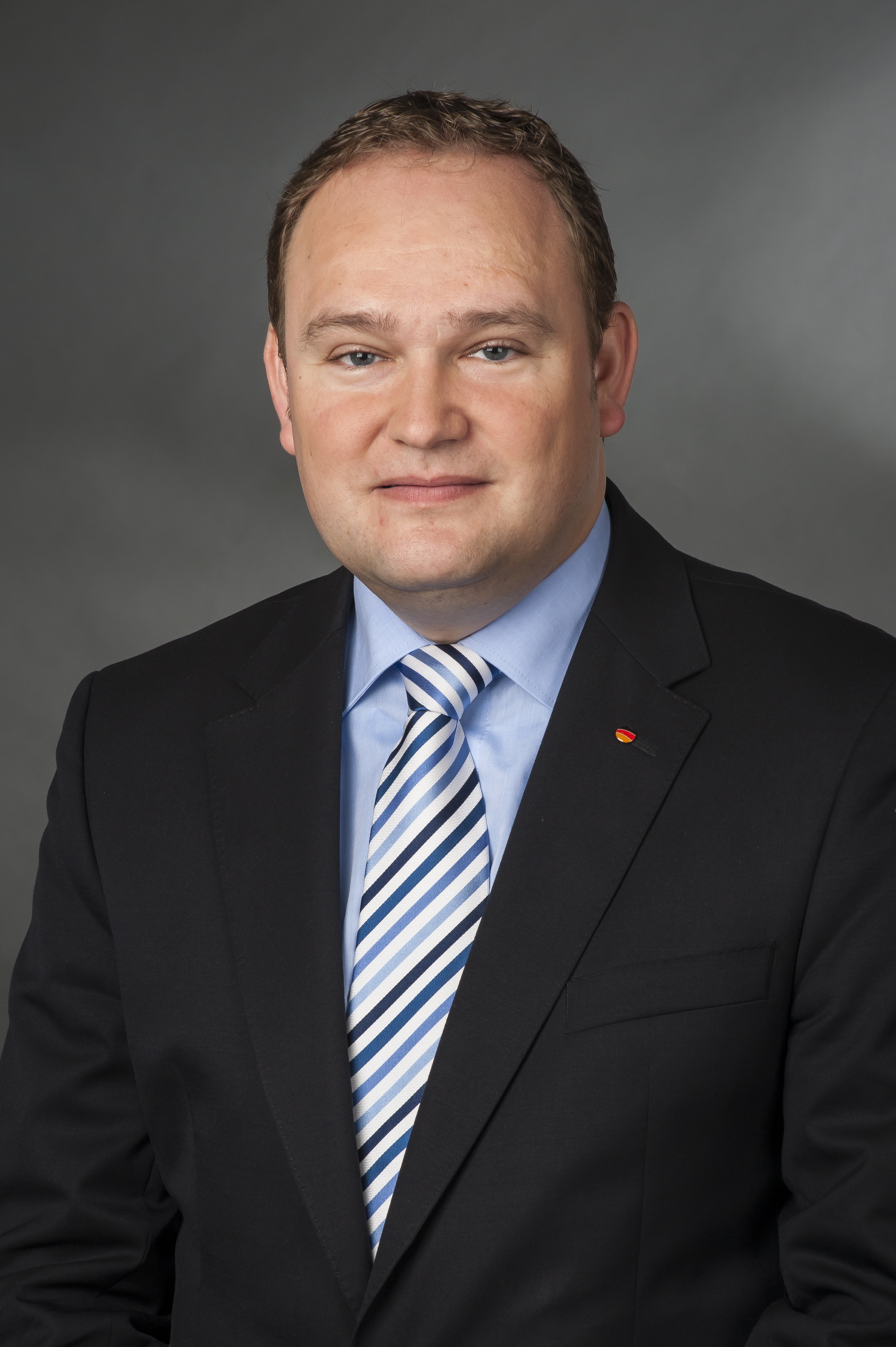
Tim Ostermann (2014)

Tim Ostermann (* 16. Juni 1979 in Bünde) ist ein deutscher Jurist und Politiker (CDU). Er war von 2013 bis 2017 sowie von Mai bis Oktober 2021 Mitglied des Deutschen Bundestages.

## Ausbildung und Beruf
Ostermann legte 1998 sein Abitur am Städtischen Gymnasium Löhne ab. Nach seinem Wehrdienst studierte er Rechtswissenschaften an der Universität Bielefeld, wo er 2009 auch zum Dr. jur. promoviert wurde. Titel seiner Promotionsschrift war: Die verfassungsrechtliche Stellung des Deutschen Kaisers nach der Reichsverfassung von 1871. Nach seiner Zweiten Staatsprüfung wurde Ostermann 2008 als Rechtsanwalt zugelassen. Ostermann ist Mitglied der Studentenverbindung Alte Leipziger Turnerschaft Hansea Bielefeld im Coburger Convent.

## Politische Laufbahn
Ostermann ist seit 1995 Mitglied der CDU. Seit 2002 ist er Mitglied des Rates der Stadt Löhne und war dort von 2009 bis 2013 Fraktionsvorsitzender. Seit 2012 ist Ostermann Kreisvorsitzender der CDU im Kreis Herford. Tim Ostermann trat bei der Bundestagswahl 2013 im Bundestagswahlkreis Herford – Minden-Lübbecke II erstmals als Kandidat für den Bundestag an. Ostermann unterlag im Kampf um das Direktmandat knapp dem SPD-Politiker Stefan Schwartze, der nur 763 Erststimmen mehr auf sich vereinen konnte. Ostermann konnte jedoch über die Landesliste in den 18. Deutschen Bundestag einziehen. Er war ordentliches Mitglied des Innenausschusses und stellvertretendes Mitglied des NSA-Untersuchungsausschusses. Bei der Bundestagswahl 2017 verpasste Ostermann den Einzug in den Deutschen Bundestag, rückte jedoch am 1. Mai 2021 für den ausgeschiedenen Abgeordneten Oliver Wittke nach. 2021 trat er nicht wieder an und schied mit Ablauf der Legislaturperiode aus dem Bundestag aus.